# Ibrahim Biogradlić
Ibrahim Biogradlić (Szarajevó, 1931. március 8. – Szarajevó, 2015. február 20.) olimpiai ezüstérmes jugoszláv válogatott bosnyák labdarúgó, hátvéd, edző.

## Pályafutása

### Klubcsapatban
1951 és 1967 között az FK Sarajevo labdarúgója volt, ahol egy jugoszláv bajnoki címet szerzett a csapattal. Összesen 646 alkalommal játszott az FK Sarajevo színeiben és ez klubrekord a mai napig.

### A válogatottban
1956-ban egy alkalommal szerepelt a jugoszláv válogatottban. Tagja volt az 1956-os melbourne-i olimpián ezüstérmes csapatnak.

### Edzőként
1996-ban az iráni Bargh Shiraz csapatának szakmai munkáját irányította. Ezenkívül a Jedinstvo Brčko vezetőedzője volt.

## Sikerei, díjai
Jugoszlávia
- Olimpiai játékok
  - ezüstérmes: 1956, Melbourne

 FK Sarajevo
- Jugoszláv bajnokság
  - bajnok: 1966–67